# Wiener Neudorf
Wiener Neudorf est une commune autrichienne du district de Mödling en Basse-Autriche.

## Histoire
Après l’Anschluss de 1938 Wiener-Neudorf est rattachée à la municipalité de Vienne. Vers 1940 la construction d’une usine de moteurs d’avions est commencée, la Flugmotorwerke Ostmark. Le 3 août 1943, est créé le Kommando de Wiener-Neudorf, détaché du KL de Mauthausen. De nombreux prisonniers politiques y travailleront jusqu’au 23 août 1944. Ce jour-là, l’aviation des Alliés bombarde l’usine de moteurs, la raffinerie de pétrole, la raffinerie de pétrole de Vösendorf et l'aérodrome de Markerdorf. Le 26 juillet la zone subit un nouveau bombardement. Le 6 avril 1945, la ville tombe aux mains des Russes.